# شبح (هملت)

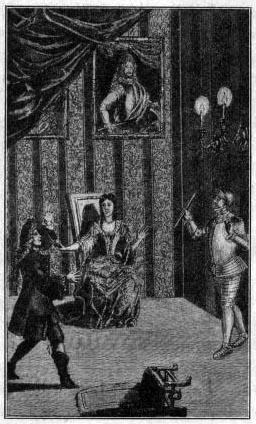
نمایش هملت

شبح (انگلیسی: Ghost) شخصیتی خیالی است که در نمایش‌نامه هملت ویلیام شکسپیر نقش روح پدر تازه فوت شدهٔ شاهزاده هملت را بازی می‌کند. پدر شاهزاده هملت که در این نمایش‌نامه کشته شده پیش پادشاه دانمارک بوده و نامش نیز هملت است. این شخصیت رئیس قبیله جوت‌ها به نام هوروندیل است. این شخصیت برگرفته از کتابی به نام کرونیکون لیر در دانمارک است که در سده دوازدهم میلادی به زبان لاتین نگاشته شده‌است و ساکسو گراماتیکوس نیز به وی اشاره کرده‌است.